# Halowe Mistrzostwa Świata w Lekkoatletyce 2014 – skok w dal kobiet
Skok w dal kobiet – jedna z konkurencji rozgrywanych podczas 15. Halowych Mistrzostw Świata w Sopocie.
Eliminacje zaplanowano na sobotę 8 marca, a finał odbył się dzień później – 9 marca.
Tytułu mistrzowskiego z 2012 roku nie broniła Amerykanka Brittney Reese.

## Statystyka

### Rekordy
W poniższej tabeli przedstawiono (według stanu przed rozpoczęciem mistrzostw) rekordy świata, poszczególnych kontynentów oraz halowych mistrzostw świata.
| Halowy rekord świata              | Heike Drechsler | 7,37 | Wiedeń    | 13 lutego 1988 |
| Rekord halowych mistrzostw świata | Brittney Reese  | 7,23 | Stambuł   | 11 marca 2012  |
| Halowy rekord Afryki              | Chioma Ajunwa   | 6,97 | Erfurt    | 5 lutego 1997  |
| Halowy rekord Ameryki Południowej | Maurren Maggi   | 6,89 | Walencja  | 9 marca 1998   |
| Halowy rekord Ameryki Północnej   | Brittney Reese  | 7,23 | Stambuł   | 11 marca 2012  |
| Halowy rekord Australii i Oceanii | Nicole Boegman  | 6,81 | Barcelona | 12 marca 1995  |
| Halowy rekord Azji                | Yang Juan       | 6,82 | Pekin     | 13 marca 1992  |
| Halowy rekord Europy              | Heike Drechsler | 7,37 | Wiedeń    | 13 lutego 1988 |

### Listy światowe
Tabela przedstawia 5 najlepszych wyników uzyskanych w sezonie halowym 2014 przed rozpoczęciem mistrzostw.
| lp. | Zawodniczka               | Wynik | Data        | Miejsce    |
| --- | ------------------------- | ----- | ----------- | ---------- |
| 1.  | Swietłana Biriukowa       | 6,98  | 12 stycznia | Moskwa     |
| 2.  | Tori Bowie                | 6,95  | 25 stycznia | Naperville |
| 3.  | Ivana Španović            | 6,92  | 22 lutego   | Stambuł    |
| 4.  | Éloyse Lesueur            | 6,86  | 15 lutego   | Nowy Jork  |
| 5.  | Julija Pidłużna           | 6,75  | 19 stycznia | Czelabińsk |
| 5.  | Katarina Johnson-Thompson | 6,75  | 9 lutego    | Sheffield  |

## Terminarz
| Data         | Godzina | Runda      |
| ------------ | ------- | ---------- |
| 8 marca 2014 | 12:15   | Eliminacje |
| 9 marca 2014 | 15:05   | Finał      |

## Rezultaty

### Eliminacje
| Poz. | Zawodniczka               | Reprezentacja     | #1   | #2   | #3   | Rezultat | Uwagi |
| ---- | ------------------------- | ----------------- | ---- | ---- | ---- | -------- | ----- |
| 1.   | Ivana Španović            | Serbia            | 6,77 |      |      | 6,77     | Q     |
| 2.   | Darja Kliszyna            | Rosja             | 6,76 |      |      | 6,76     | Q, SB |
| 3.   | Shara Proctor             | Wielka Brytania   | 6,41 | 6,69 | –    | 6,69     | q, SB |
| 4.   | Éloyse Lesueur            | Francja           | x    | 6,59 | 6,63 | 6,63     | q     |
| 5.   | Teresa Dobija             | Polska            | 6,62 | x    | –    | 6,62     | q     |
| 6.   | Katarina Johnson-Thompson | Wielka Brytania   | 6,55 | 6,55 | 6,60 | 6,60     | q     |
| 7.   | Tori Polk                 | Stany Zjednoczone | 6,53 | 6,49 | –    | 6,53     | q     |
| 8.   | Erica Jarder              | Szwecja           | 6,35 | 6,40 | 6,50 | 6,50     | q     |
| 9.   | Wolha Sudarawa            | Białoruś          | 6,41 | 6,47 | 6,34 | 6,47     |       |
| 10.  | Sosthene Taroum Moguenara | Niemcy            | 6,44 | x    | x    | 6,44     |       |
| 11.  | Anna Kornuta              | Ukraina           | 6,35 | 6,25 | x    | 6,35     |       |
| 12.  | Lauma Grīva               | Łotwa             | x    | 6,29 | 6,17 | 6,29     |       |
| 13.  | Tori Bowie                | Stany Zjednoczone | 6,05 | x    | 6,12 | 6,12     |       |

### Finał
| Poz. | Zawodniczka               | Reprezentacja     | #1   | #2   | #3   | #4   | #5   | #6   | Rezultat | Uwagi |
| ---- | ------------------------- | ----------------- | ---- | ---- | ---- | ---- | ---- | ---- | -------- | ----- |
|      | Éloyse Lesueur            | Francja           | 6,72 | x    | 6,74 | 6,85 | x    | 6,70 | 6,85     |       |
|      | Katarina Johnson-Thompson | Wielka Brytania   | 6,69 | 6,81 | 6,69 | 6,54 | 6,68 | 6,62 | 6,81     | PB    |
|      | Ivana Španović            | Serbia            | 6,68 | 6,64 | 6,71 | 6,68 | 6,64 | 6,77 | 6,77     |       |
| 4.   | Shara Proctor             | Wielka Brytania   | 6,68 | 6,65 | x    | 6,66 | x    | 6,46 | 6,68     |       |
| 5.   | Tori Polk                 | Stany Zjednoczone | 6,47 | 6,32 | 6,61 | 6,44 | 6,47 | x    | 6,61     |       |
| 6.   | Teresa Dobija             | Polska            | x    | 6,52 | 6,47 | x    | 6,40 | 6,48 | 6,52     |       |
| 7.   | Darja Kliszyna            | Rosja             | 6,46 | x    | 6,38 | 6,10 | x    | 6,51 | 6,51     |       |
| 8.   | Erica Jarder              | Szwecja           | 6,36 | x    | x    | 6,26 | 6,08 | x    | 6,36     |       |